# Tadeusz Czwordon
Tadeusz Czwordon (ur. 16 września 1919 w Ostrzeszowie, zm. 22 listopada 1995) – polski muzyk, kolekcjoner, popularyzator i budowniczy instrumentów muzycznych w Wielkopolsce.
Miał wykształcenie muzyczne. Od 1969 roku zbierał instrumenty muzyczne. Grał na skrzypcach, dudach wielkopolskich, basetli, klarnecie oraz fagocie. Z kapelą dudziarzy z Ostrowa Wielkopolskiego występował na polskich i zagranicznych festiwalach, konkursach i koncertach.
Był twórcą rozbudowanej kolekcji instrumentów muzycznych pochodzenia ludowego i instrumentów używanych w ludowych kapelach i zespołach, takich jak: skrzypce, basy kaliskie, piszczałki, okaryny, gitary, tlety, mandoliny, cytry i in. Kolekcjonował także automofony, czyli grające szafy, pozytywki i gramofony z różnych krajów. Poza gromadzeniem instrumentów Tadeusz Czwordon zajmował się także ich naprawą i renowacją.
Za swą działalność zarówno muzyczną, jak i kolekcjonerską był wielokrotnie wyróżniany, zostając laureatem m.in. Nagrody im. Oskara Kolberga (1992) w kategorii Twórczość plastyczna, zdobnictwo, rękodzieło i rzemiosło ludowe, folklor muzyczno-taneczny, Dziedzina nagrody: Muzyka. Instrumentalista. Wykonawca instrumentów ludowych, Region: Wielkopolskie, Ostrów Wielkopolski. Otrzymał także Złoty Krzyż Zasługi oraz odznakę Zasłużonego Działacza Kultury.
Część eksponatów z kolekcji Tadeusza Czwordona oglądać można w Muzeum Miasta Ostrowa Wielkopolskiego, w którym stanowią część ekspozycji stałej „Ogród sztuk”, prezentującej instrumenty ludowe z okolic Ostrowa Wielkopolskiego.